# Andira unifoliolata
Andira unifoliolata är en ärtväxtart som beskrevs av Adolpho Ducke. Andira unifoliolata ingår i släktet Andira och familjen ärtväxter. Inga underarter finns listade i Catalogue of Life.